# Jacques de Menou de Boussay
Pour les articles homonymes, voir Menou et Jacques de Menou.
Jacques-François de Menou, baron de Boussay, dit Abdallah de Menou, né le 3 septembre 1750 à Boussay en Indre-et-Loire et mort le 13 août 1810 près de Mestre, est un général français de la Révolution et de l’Empire.

## Biographie

### Du bailliage toulousain à l'armée d'Égypte
Issu de la très ancienne famille de Menou, il entre de bonne heure en maçonnerie (en 1777 il est membre de la Loge Les cœurs unis de Loches) et dans la carrière des armes ; il est déjà maréchal de camp en 1789 lorsqu'il est élu député de la noblesse du bailliage de Touraine aux États généraux en 1789. Il se rallie à la Révolution et est nommé secrétaire de l'Assemblée constituante en décembre et président le 31 mars 1790. Membre du comité diplomatique, il est employé après la session comme maréchal de camp à Paris le 8 mai 1792, puis à l'armée de l'Ouest.
Il combat en Vendée en 1793. Promu général de division le 15 mai de la même année, il commande des sections de Paris à partir du 20 mai 1795. Il force notamment le faubourg Saint-Antoine à capituler. Général en chef de l'armée de l'Intérieur, il est dénoncé comme traître, mis en jugement et acquitté en 1795. En 1798, il commande l'une des cinq divisions de l'armée d'Orient lors de la campagne d'Égypte. À la tête de l'armée d'Orient, il y montre beaucoup de valeur, se convertit à l'islam et épouse une riche musulmane divorcée. Il prend alors le prénom d'Abdallah-Jacques.

### Général en chef de l'armée d'Orient
Après l'assassinat du général Kléber, Menou lui succède à la tête de l'armée d'Égypte comme général en chef.
Loin d'égaler le grand général aimé de ses hommes qu'était Kléber, Menou n'est pas du tout soutenu par les autres officiers, dont le général Damas et le général Verdier. Piètre tacticien et ne suscitant pas l'adhésion de ses subordonnés, il commet bévue sur bévue — il n'hésite pas, par exemple, à prénommer son fils du prénom de l'assassin de Kléber, Soleyman el-Halaby, peu après la mort de ce dernier. Lorsque les Anglais d'Abercromby débarquent en force à Aboukir (16 000 hommes) le 8 mars, il tarde à intervenir, les laissant écraser la petite garnison d'Aboukir puis s'installer efficacement.
Le 21 mars 1801 il prend la tête du corps expéditionnaire français pour repousser le débarquement anglais lors d'une ultime bataille à Canope, qui se solde par une défaite. Après une diversion pourtant réussie, l'attaque sur le centre du dispositif anglais échoue : le général Lanusse, mortellement blessé, laisse ses troupes désemparées. L'obscurité et le manque de coordination conduisent à des combats fratricides. L'assaut est manqué. Menou, mal renseigné sur les opérations en cours, lance tout de même sa cavalerie. Les dragons tuent Abercromby mais sont eux-mêmes anéantis. Après cet affrontement il se retire à Alexandrie, où il capitule le 31 août. Il est contraint d'évacuer l'Égypte et cède aux Anglais la pierre de Rosette.

### Les dernières années
Nommé membre du Tribunat le 27 floréal an X, Menou devient peu après administrateur de la 27e division militaire dans le Piémont, membre de la Légion d'honneur le 19 frimaire an XII et grand officier de l'ordre le 25 prairial suivant. Chevalier de l'ordre de la Couronne de fer le 23 décembre 1807, il a été nommé quelque temps auparavant gouverneur de Venise. Il y meurt dans l'exercice de ses fonctions le 13 août 1810 à la villa Corniani, près de Mestre.
Menou est créé comte de l'Empire en 1808. Le nom du général Menou est inscrit sur l'arc de triomphe de l'Étoile, côté Sud.

## Famille
De son mariage avec Zébédée El-Bahouab, il a un fils, Jacques Mourad Soliman, né le 28 juillet 1800 à Rosette en Égypte.

## États de service
- 21 octobre 1791 : colonel du 12e régiment de chasseurs à cheval
- 8 mai 1792 : maréchal de camp
- 15 mai 1793 : général de division
- 12 juillet 1795 au 4 octobre 1795 : commandant en chef de l'armée de l'Intérieur
- 14 juin 1800 : commandant en chef de l'armée d'Orient

## Titres
- Baron de l'Empire de Boussay
- Comte de Menou-Boussay et de l'Empire (17 mai 1808) ;
  - « Jacques Murad Soliman de Menou Boussay, successeur à la possession des biens affectés à la dotation du majorat attaché au titre de comte accordé à son père, le major Jacques, François de Menou Boussay.[6] »

## Décorations
- Légion d'honneur :
  - Légionnaire (19 frimaire an XII : 11 décembre 1803), puis,
  - Grand officier de la Légion d'honneur (25 prairial an XII : 14 juin 1804) ;
- Chevalier de l'ordre de la Couronne de fer (23 décembre 1807).

## Armoiries
| Figure | Blasonnement |
|        | Armes la famille de Menou De gueules à la bande d'or.                                                                    |
|        | Armes du 1er Comte de Menou-Boussay et de l'Empire De gueules à la bande d'or ; au franc-quartier des barons militaires. |

## Publications
- Opinion de M. le baron de Menou, député a l'Assemblée nationale : prononcée dans la séance du mardi 13 avril, Paris, De l'Imprimerie nationale, 1790 (lire en ligne)
- La passion et la mort de Louis XVI, roi des juifs et des chrétiens, À Jérusalem (Paris ?), 1790 (lire en ligne)
- Premier rapport sur Avignon et le Comtat Venaissin fait au nom des Comités diplomatique et d'Avignon, dans la séance du samedi matin 30 avril 1791, Paris, Imprimerie nationale, 1791 (lire en ligne)
- Second rapport sur l'affaire d'Avignon : fait a l'Assemblée national, a la séance du 24 mai 1791, au nom des Comités diplomatique, de Constitution et d'Avignon, Paris, Imprimerie nationale, 1791 (lire en ligne)
- Troisième rapport sur Avignon et le Comtat Venaissin : fait à l'Assemblée nationale dans la séance du lundi 12 septembre 1791, Paris, Imprimerie nationale, 1791 (lire en ligne)